# Plasmodium
Plasmodium је род паразитских протиста. Инфекција овим родом је позната под називом маларија. Паразит у свом животном цикусу увек има два домаћина — комарца као прелазног домаћина (вектора инфекције) и неког кичмењака као коначног домаћина. Бар десет врста овог рода паразитира у човеку.